# Overstatslig organisation
En overstatslig organisation er en international organisation, hvis medlemmer er stater.  Den kan bygge på mellemstatsligt samarbejde mellem suveræne stater, men også omfatte myndigheder, som kan træffe bindende beslutninger for medlemslandene på områder, hvor staterne har afgivet suverænitet i et omfang, der normalt vil fremgå af traktaten.
FN er et eksempel på en overstatslig organisation, som hovedsagelig bygger på mellemstatsligt samarbejde. EU er et eksempel på en overstatslig organisation, som siden vedtagelsen af Lissabontraktaten hovedsagelig har bygget på overstatsligt samarbejde. Dette har på en række områder udviklet sig fra det mellemstatslige til det overstatslige niveau og omfatter også beslutninger, som gælder direkte for borgerne i medlemslandene.
"Det betyder med andre ord, at en dansk borger kan påberåbe sig nogle juridiske rettigheder, som ikke er vedtaget i Folketinget men i EU." 
Det oprindeligt engelske udtryk "supranational" bruges af og til på dansk synonymt med overnational.

## Eksterne links
- UN.dk:om FN
- Fakta om EU:Hvad er forskellen på mellemstatsligt og overstatsligt samarbejde? Arkiveret 17. november 2015 hos  Wayback Machine